# گورستان خرمایی
قبرستان خرمایی مربوط به دوره قاجار است و در شهرستان شیراز، بخش کوار، دهستان فرمشکان، ابتدای روستای خرمایی واقع شده و این اثر در تاریخ ۳۰ بهمن ۱۳۸۶ با شمارهٔ ثبت ۲۰۹۸۷ به‌عنوان یکی از آثار ملی ایران به ثبت رسیده است.